# 福岡県道504号町川原福岡線
福岡県道504号町川原福岡線（ふくおかけんどう504ごう まちかわばるふくおかせん）は、福岡県古賀市から福岡市東区に至る一般県道である。

## 概要
古賀市川原から福岡市東区松島3丁目に至る。
古賀市の中央部から概ね南西に延び、新宮町を経て福岡市東区に至る県道である。唐津街道の青柳宿 - 箱崎宿間のルートを概ね踏襲しており、沿線には古い街並みが残る場所もある。
ほぼ片側1車線だが、福岡市内は道幅が狭い狭い区間が多くなり、渋滞しやすい。同じく旧唐津街道のルートを踏襲した福岡県道503号町川原赤間線と併せて国道3号の混雑を避ける裏道として使われている。
なお国道3号バイパス道路建設時は当線の一部区間を拡幅し重複区間とした箇所がある。

### 路線データ
- 起点：古賀市川原（町川原交差点、福岡県道35号筑紫野古賀線交点、福岡県道536号米多比谷山古賀線上）
- 終点：福岡市東区松島3丁目（福岡県道21号福岡直方線交点）

## 路線状況

### 重複区間
- 福岡県道536号米多比谷山古賀線（古賀市川原・町川原交差点（起点） - 古賀市青柳町）
- 国道3号（糟屋郡新宮町大字原上・平山交差点 - 福岡市東区下原3丁目・下原交差点）
- 国道3号博多バイパス（福岡市東区若宮5丁目 - 福岡市東区松崎1丁目・火の見下交差点）

### 道路施設

#### 橋梁
- 下原橋（唐原川、福岡市東区）
- 大橋（多々良川、福岡市東区）
- 浜田橋（福岡市東区）

## 地理

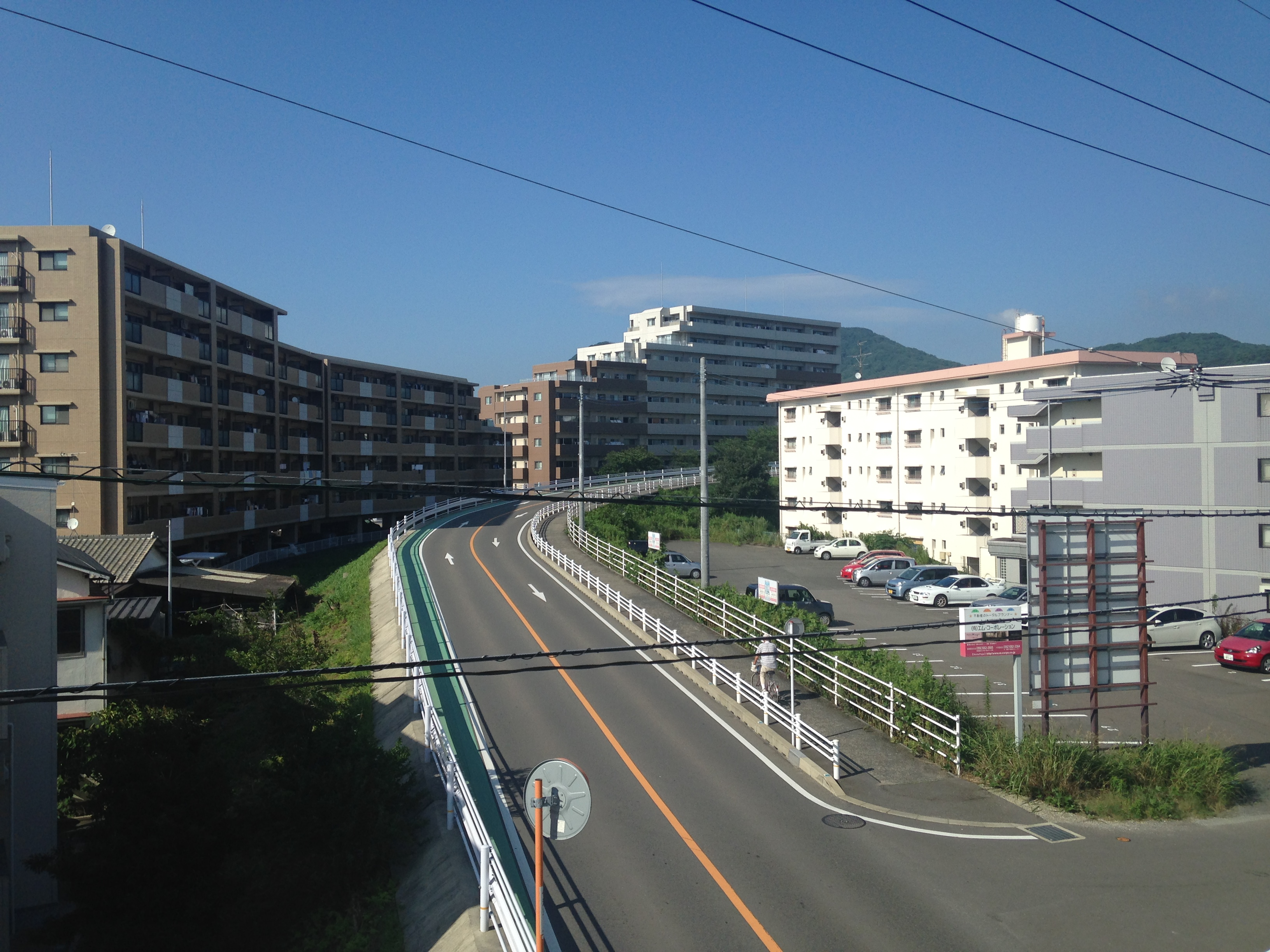
福岡市東区・香椎付近

### 通過する自治体
- 古賀市
- 糟屋郡新宮町
- 福岡市（東区）

### 交差する道路
| 交差する道路                                                        | 市町村名 | 市町村名 | 交差する場所  | 交差する場所        |
| ------------------------------------------------------------------- | -------- | -------- | ------------- | ------------------- |
| 福岡県道35号筑紫野古賀線 福岡県道536号米多比谷山古賀線 重複区間起点 | 古賀市   | 古賀市   | 川原          | 町川原交差点 / 起点 |
| 福岡県道536号米多比谷山古賀線 重複区間終点                          | 古賀市   | 古賀市   | 青柳町        |                     |
| 福岡県道539号小竹下府線                                             | 古賀市   | 古賀市   | 小竹          | 小竹口交差点        |
| 福岡県道540号山田新宮線                                             | 糟屋郡   | 新宮町   | 大字原上      | 千田交差点          |
| 国道3号 重複区間起点                                                | 糟屋郡   | 新宮町   | 大字原上      | 平山交差点          |
| 国道3号 重複区間終点                                                | 福岡市   | 東区     | 下原3丁目     | 下原交差点          |
| 国道3号 / 博多バイパス                                              | 福岡市   | 東区     | 香椎駅東3丁目 | 脇田交差点          |
| 福岡県道516号香椎停車場線                                           | 福岡市   | 東区     | 香椎駅前1丁目 | JR香椎駅前交差点    |
| 福岡県道24号福岡東環状線                                            | 福岡市   | 東区     | 香椎1丁目     |                     |
| 国道3号 / 博多バイパス                                              | 福岡市   | 東区     | 水谷2丁目     | [ 注釈 1 ]          |
| 国道3号 / 博多バイパス 重複区間起点                                 | 福岡市   | 東区     | 若宮5丁目     |                     |
| 国道3号 / 博多バイパス 重複区間終点                                 | 福岡市   | 東区     | 松崎1丁目     | 火の見下交差点      |
| 福岡県道549号多田羅名島線                                           | 福岡市   | 東区     | 多々良2丁目   |                     |
| 国道201号                                                           | 福岡市   | 東区     | 多の津3丁目   | 浜田交差点          |
| 福岡県道21号福岡直方線                                              | 福岡市   | 東区     | 松島3丁目     | 終点                |

### 交差する鉄道
- 鹿児島本線
- 香椎線

### 沿線
- 粕屋警察署 青柳交番（起点付近）
- 青柳郵便局
- 古賀市立青柳小学校
- 太閤水
- 福岡市立香椎下原小学校
- 九州産業大学付属九州高等学校
- JR九州鹿児島本線・海の中道線・香椎線 香椎駅
- 西鉄貝塚線
  - 西鉄香椎駅 - 香椎宮前駅
- 博多高等学校
- 福岡市立多々良中学校